# Errico (cardinal)
Pour les articles homonymes, voir Errico.
Errico (né en Sicile) est un cardinal italien de l'Église catholique du XIIe siècle, créé par le pape Pascal II. Il est membre de l'ordre des bénédictins.

## Biographie
Errico est abbé de l'abbaye de Mazzara.
Le pape Pascal II le  crée  cardinal  lors du consistoire de 1117. Errico participe à l'élection du pape Gélase II en 1118 et à celle du pape Honorius II en 1124.